# Sicko Heldoorn
Klaas Sikko (Sicko) Heldoorn (Sneek, 6 september 1956) is een Nederlands socioloog, politicus en bestuurder. Hij is lid van de PvdA.

## Friesland
Heldoorn studeerde in 1984 af in de sociologie aan de Leeuwarder subfaculteit van de Rijksuniversiteit Groningen op zijn doctoraalscriptie "Bouwen in Bokwerd". Tijdens zijn studie liep hij stage bij de Provinciale Planologische Dienst. Hij werd in de jaren zeventig bestuurslid van de afdeling Huizum van de PvdA. Later nam hij zitting in het gewestelijk bestuur van de partij.
In 1987 werd hij lid van de Friese Provinciale Staten, naast zijn baan als consulent van de Stichting Samenwerking Dorpshuizen in Friesland. Twee jaar later werd hij voorzitter van de PvdA-fractie. In 1992 werd hij verkozen tot lid van de Gedeputeerde Staten van Friesland. In 1999 werd hij lid van het dagelijks bestuur van het Inter Provinciaal Overleg (IPO) en voorzitter van de IPO-commissie water, milieu, natuur en landbouw.

## Burgemeester
In 2002 werd Heldoorn benoemd tot burgemeester van Opsterland. In datzelfde jaar werd hij door de Leeuwarder watersportverenigingen de Meeuwen en LWS benoemd tot 'Watersporter van het Jaar', vanwege zijn inzet voor het baggerbeleidsplan van de Friese waterwegen. Van 2002 tot 2009 was hij voorzitter van de Combinatie van Beroepsvissers.
In 2007 verruilde Heldoorn Opsterland voor het Drentse Assen. Op 1 maart 2012 werd hij voorzitter van de Vereniging voor Beroepschartervaart BBZ. Op 11 april 2013 besloot een meerderheid van de gemeenteraad van Assen om de minister van Binnenlandse Zaken te adviseren om Heldoorn niet te herbenoemen, waardoor zijn burgemeesterschap van Assen dat jaar beëindigd werd.

## Waarnemend burgemeester
Van 20 januari 2014 tot 1 december 2017 was Heldoorn waarnemend burgemeester van Dantumadeel. Op 25 april 2014 werd hij voorzitter van de Iepen Fryske Kampioenskippen Skûtsjesilen (IFKS). Onder zijn waarnemerschap lukte het niet om Dantumadeel een bestuurlijke fusie te laten aangaan met de gemeenten Dongeradeel, Ferwerderadeel en Kollumerland. Deze gemeenten gingen op 1 januari 2017 samen tot de gemeente Noardeast-Fryslân. Van 12 maart 2018 tot 13 november 2019 was hij waarnemend burgemeester van Huizen.
Van 2 maart 2020 tot 11 maart 2021 was Heldoorn waarnemend burgemeester van Waterland. Van 24 juni 2021 tot 15 december 2022 was hij waarnemend burgemeester van Heemskerk. Op 16 december 2022 nam hij na acht jaar afscheid als voorzitter van de IFKS. Op 1 maart 2024 werd hij voorzitter van Stichting De Fryske Mole. Op 8 november 2024 nam hij na dertien jaar afscheid als voorzitter van de BBZ en werd hij er erelid van.